# Galassia Nana del Drago

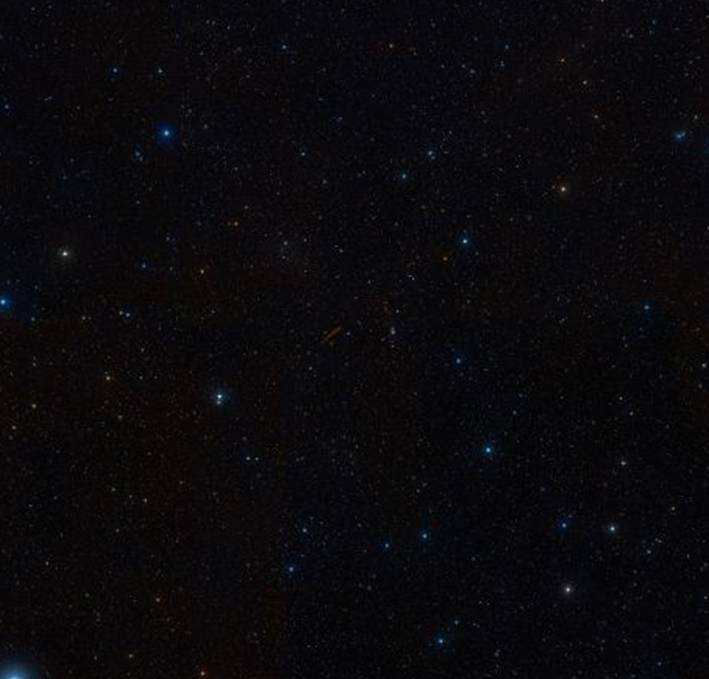
Galassia Nana del Drago

La Galassia Nana del Drago è una galassia satellite della nostra Via Lattea.
La galassia si trova nella costellazione del Dragone ed è stata scoperta nel 1954 da Albert G. Wilson presso il Lowell Observatory, è una delle più deboli galassie nane conosciute. Fa parte del Gruppo Locale e dista circa 280.000 anni luce dal Sistema Solare.
Come quasi tutte le galassie nane contiene stelle di antica popolazione e una quantità insignificante di mezzo interstellare.

Studi recenti indicano che potrebbe ospitare grandi quantità di materia oscura